# Стейн, Мартинус Тёнис
Мартинус Тёнис Стейн (африк. Marthinus Theunis Steyn; 2 октября 1857 — 28 ноября 1916) — южноафриканский юрист, политик и государственный деятель, шестой и последний президент независимой Оранжевой Республики с 1896 по 1902 год.

## Биография
Родился в Оранжевой Республике в Винбурге. После окончания учёбы в Грей-колледже отправился в Нидерланды, где изучал право в Лейденском университете, затем переехал в Англию, где учился в Иннер-темпл.
После возвращения в Южную Африку начал работать адвокатом в Блумфонтейне. В 1889 году был назначен государственным прокурором Оранжевой Республики. Несколько месяцев спустя стал судьёй второго разряда, а в 1893 году — судьёй первого разряда в Верховном суде.
В 1895 году после отставки президента страны Рейца стал кандидатом на вакантную должность от Паннидерландской партии. На выборах, состоявшихся в феврале 1896 года, одержал убедительную победу и вскоре вступил в должность президента. Начало Второй англо-бурской войны в 1899 году вызвало у Стейна чувство долга повести борьбу против Британской империи. Хотя Оранжевая Республика оказалась под британской оккупацией, Стейн, будучи главой правительства в подполье, играл ключевую роль в продолжении сопротивления буров и в координации ведения партизанской войны.
Считался одним из самых непримиримых лидеров буров. Тем не менее, в апреле 1902 года принял участие в мирных переговорах в Клерксдорпе, однако из-за болезни не смог находиться на них до конца и поэтому 31 мая 1902 года не принял участия в подписании мирного договора в Феринихинге. Договор положил конец независимости Оранжевой Республики и президентству Стейна. С 1902 года начал страдать от миастении, вызванной постоянным нервным перенапряжением. В июле 1902 года отплыл в Европу, где оставался до осени 1904 года.
Затем присягнул на верность британской короне и вернулся в Южную Африку с частично восстановленным здоровьем, и возобновил активную политическую деятельность. В течение 1908—1909 годов занимал должность вице-президента Закрытого Союзного Конвента, где отличился чёткой государственной и примирительной позицией в отношении британцев, в то же время отстаивая права бурской общины. Стал соучредителем Южноафриканской партии, которую покинул в 1914 году вместе с Джеймсом Барри Герцогом, основав Национальную партию. В ноябре 1916 года в возрасте 59 лет внезапно умер от сердечного приступа во время публичного выступления в Блумфонтейне.

## Память
- Имя политика носит город Стейнсрюс.
- Установлен памятник перед Университетом Фри-Стейт в г. Блумфонтейн.